# کوری پری
کوری پری (انگلیسی: Corey Perry؛ زادهٔ ۱۶ مهٔ ۱۹۸۵) بازیکن هاکی روی یخ اهل کانادا است.
وی همچنین برندهٔ جوایزی همچون جام استنلی شده‌است.
از باشگاه‌هایی که در آن بازی کرده‌است می‌توان به آناهایم داکس اشاره کرد.